# Jüdisches Kriegerdenkmal (Marktbreit)

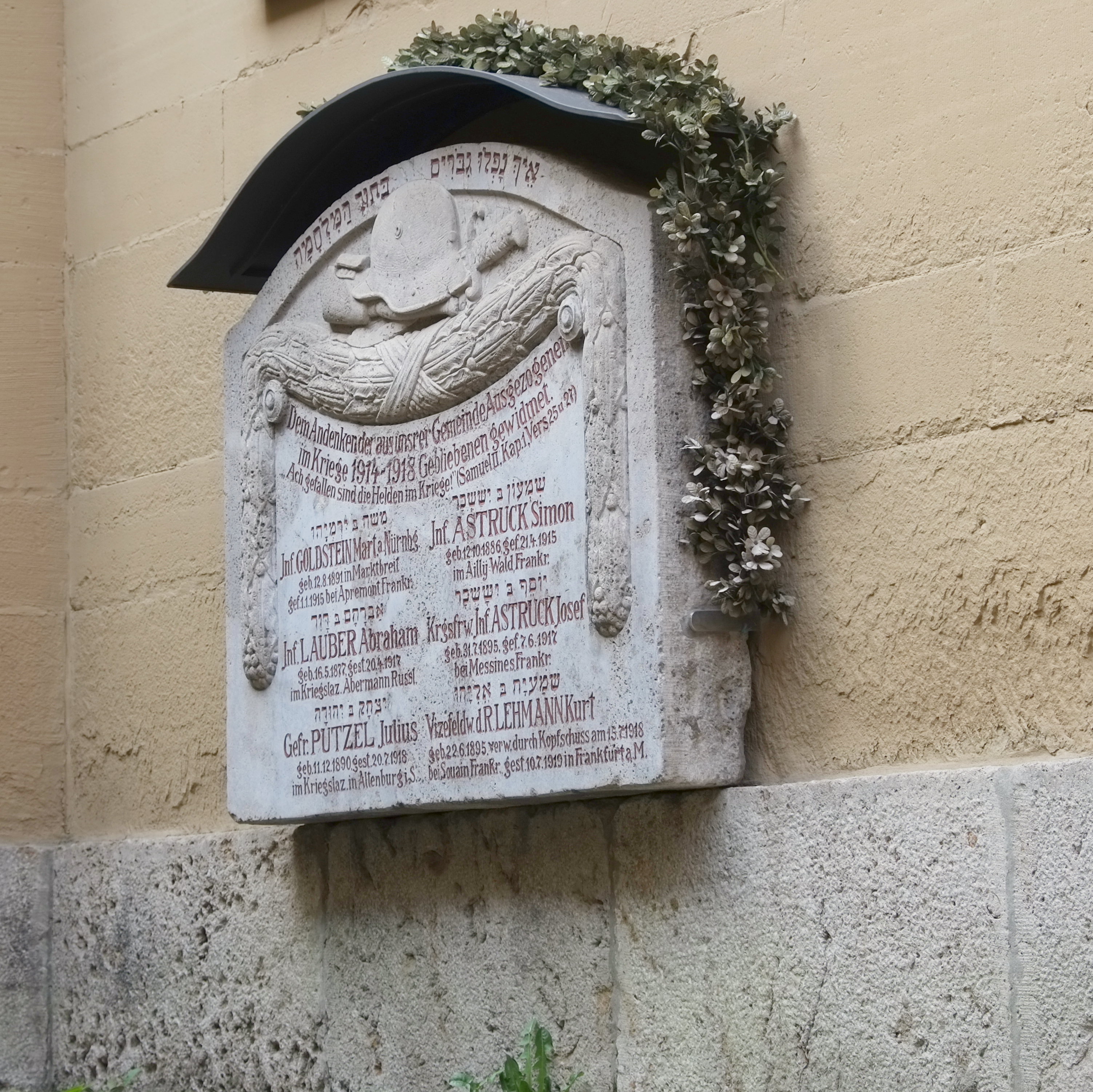
Kriegerdenkmal an der profanierten Synagoge in Marktbreit

Das Jüdische Kriegerdenkmal an der profanierten Synagoge in Marktbreit, einer Stadt im unterfränkischen Landkreis Kitzingen in Bayern, wurde nach dem Ersten Weltkrieg errichtet. Das Kriegerdenkmal in der Schustergasse ist ein geschütztes Kulturdenkmal.

## Beschreibung
Das Denkmal wurde zu Ehren der im Ersten Weltkrieg gefallenen Soldaten errichtet. Unter der hebräischen Überschrift und einem Helm steht die Widmung: Dem Andenken der aus unserer Gemeinde Ausgezogenen im Kriege 1914 – 1918 Gebliebenen gewidmet. Ach gefallen sind die Helden im Kriege! (Samuel II. Kap. 1. Vers 25 u. 27)
Danach sind die bürgerlichen und in hebräischer Schrift die jüdischen Namen der im Krieg gefallenen Gemeindemitglieder aufgeführt:
Inf. GOLDSTEIN Mart. a. Nürnb.
geb. 12.8.1891 in Marktbreit
gef. 1.1.1915 bei Apremont Frankr.
Inf. ASTRUCK Simon
geb. 12.10.1886
gef. 21.4.1915
im Auilly=Wald Frankr.
Inf. LAUBER Abraham
geb. 16.5.1877
gest. 20.4.1917
im Kriegslaz. Abermann Russl.
Krgsfrw. Inf. ASTRUCK Josef
geb. 31.7.1895
gef. 7.6.1917
bei Messines Frankr.
Gefr. PUTZEL Julius
geb. 11.12.1890
gest. 20.7.1918
im Kriegslaz. Altenburg i.S.
Kopfschuss am 15.7.1918
Vizefeldw. d. R. LEHMANN Kurt
geb. 22.6.1895
verw. durch Kopfschuss am 15.7.1918 bei Souian Frankr.
gest. 10.7.1919 in Frankfurt a. M.